# Bactrocera elegantis
Bactrocera elegantis är en tvåvingeart som först beskrevs av Tseng, Chen och Chu 1992.  Bactrocera elegantis ingår i släktet Bactrocera och familjen borrflugor.
Artens utbredningsområde är Taiwan. Inga underarter finns listade.